# آر. ويليام باترسون
آر. ويليام باترسون (بالإنجليزية: R. William Patterson)‏ هو سياسي أمريكي، ولد في 28 يوليو 1908، وتوفي في 18 يونيو 1994. حزبياً، نشط في الحزب الديمقراطي.